# PGC 9906
LEDA/PGC 9906, auch UGC 2090, ist eine Balken-Spiralgalaxie vom Hubble-Typ SBb im Sternbild Dreieck am Nordsternhimmel. Sie ist schätzungsweise 428 Millionen Lichtjahre von der Milchstraße entfernt und hat einen Durchmesser von etwa 140.000 Lichtjahren. Vom Sonnensystem aus entfernt sich das Objekt mit einer errechneten Radialgeschwindigkeit von näherungsweise 9.500 Kilometern pro Sekunde. Gemeinsam mit PGC 9882 bildet sie ein optisches Galaxienpaar. 
Im selben Himmelsareal befinden sich unter anderem die Galaxien NGC 968, NGC 983, PGC 9958, PGC 2050768.